# Phyllophaga sandersoni
Phyllophaga sandersoni är en skalbaggsart som beskrevs av Garcia-vidal 1988. Phyllophaga sandersoni ingår i släktet Phyllophaga och familjen Melolonthidae. Inga underarter finns listade i Catalogue of Life.